# Internationaal stripfestival van Angoulême
Het Internationaal stripfestival van Angoulême (Frans: Festival international de la bande dessinée d'Angoulême) is een belangrijk jaarlijks stripfestival dat sinds 1974 elk jaar in de maand januari wordt georganiseerd in de Franse stad Angoulême. Het is het grootste Franstalige stripfestival ter wereld én het belangrijkste Europese festival. Op het festival worden ook meerdere prijzen toegekend aan stripauteurs en hun stripalbums. De bekendste en meest prestigieuze is de oeuvreprijs Grand Prix de la ville d'Angoulême. Daarnaast wordt ook de Prijs voor beste album uitgereikt. Sinds 2015 is daar de jaarlijkse Charlie de la liberté d’expression bij gekomen, een prijs voor een striptekenaar die zijn beroep niet in alle vrijheid uitoefent. De naam verwijst naar de aanslag op Charlie Hebdo uit 2015.